# Chitchana Yukitsukai Sugar
Chitchana Yukitsukai Sugar (jap. ちっちゃな雪使いシュガー, ~ Shugā) ist eine Anime-Fernsehserie aus dem Jahr 2001. Der Manga zur Serie erschien in Deutschland unter dem Titel Tiny Snow Fairy Sugar.
Das Werk handelt vom Mädchen Saga Bergmann und der Jahreszeitenfee Sugar und lässt sich in die Genre Comedy und Drama einordnen.

## Handlung
Die elfjährige Saga Bergmann lebt bei ihrer Großmutter Regina in der deutschen Kleinstadt Mühlenburg. Sagas Mutter, eine bekannte Konzertpianistin und Komponistin, starb vor drei Jahren bei einem Unfall. Danach wurde Saga sehr verschlossen und geht kaum aus sich raus, dennoch ist sie immer freundlich und höflich. Richtig glücklich ist sie nur, wenn sie auf dem Klavier ihrer Mutter spielen kann, welches (da sie es nicht im Haus unterbringen können) im Laden eines befreundeten Musikhändlers steht.
Eines Tages trifft Saga auf die kleine Jahreszeitenfee Sugar, die sie vor dem Verhungern rettet. Sugar ist noch ziemlich jung und noch in der Ausbildung, und um diese abzuschließen, muss Sugar den Kirameki finden, der ihre magische Blume zum vollen Erblühen bringt; jedoch weiß sie nicht, was das Kirameki ist. Der Samen der Blume, die Sugar für die Dauer ihrer Ausbildung in ihrem Domizil einpflanzen muss, keimt bald auf Sagas Spielzeugklavier, sodass Sugar gleich bei ihr einzieht. Dabei können sie und andere Feen nur von Saga, aber nicht von den anderen Menschen gesehen werden.
Bald tauchen noch andere Feen in Ausbildung auf, so der impulsive Salt, eine Sonnenfee, und die besonnene Pepper, eine Windfee. Durch die Präsenz des kleinen Feen und ihrer Suche nach dem Kirameki wird Sagas Leben durcheinandergebracht, so dass sich die Menschen in ihrer Umgebung fortlaufend zu wundern beginnen, was mit Saga eigentlich los ist. Doch am Ende verhilft ausgerechnet Saga Sugar dazu, das Kirameki an einer Stelle zu finden, an der es die kleine Fee am allerwenigsten vermutet hätte…

## Charaktere
- Saga Bergman: Nach dem Tod ihrer Mutter lebt Saga bei ihrer Großmutter Regina, ihrer einzigen noch lebenden Verwandten. Saga arbeitet teilzeit in einem Café, plant alles im Voraus und ist eine Perfektionistin, zudem nimmt sie an jedem Abend ein Bad. Durch Sugar und die anderen Feen jedoch beginnt ihr Leben sich zunächst in ein Schlachtfeld zu verwandeln, da sie die Einzige ist, die sie sehen und hören kann.

- Sugar ist eine kleine Schneefee, deren sehnlichster Wunsch es ist, eine ebenso geschickte und warmherzige Schneefee wie ihre Mutter zu werden. Sugar benimmt sich wie ein Kleinkind, ist sehr ungeschickt und lässt sich leicht ablenken – Eigenschaften, die oftmals mit Sagas Ordnungsliebe aufeinandertreffen. Allerdings ist Sugar auch sehr enthusiastisch und offenherzig, und sie und Saga werden langsam enge Freundinnen. Sugar hat die Angewohnheit, Leute zu küssen, die sie mag, und um Schnee zu erzeugen, spielt sie auf einer Piccoloflöte.

- Pepper ist eine Windfee in der Ausbildung und benutzt ihre Harfe, um die Winde zu kontrollieren. Sie ist sehr ruhig, höflich und sanft und versucht mit allen gut auszukommen. Für die Dauer ihrer Ausbildung lebt sie in einer Tierklinik, deren Betreiberin ein neugeborenes Baby hat, um das sich Pepper kümmert. Neben ihrer Feenfähigkeiten hat sie auch die Gabe, mit Tieren zu sprechen.

- Salt ist eine männliche Sonnenfee in der Ausbildung und benutzt für seine Magie eine Trompete. Zunächst will er genau wie sein Vater eine Sonnenfee werden, später jedoch findet er mehr Gefallen daran, eine Wolkenfee zu sein.

- Norma und Anne sind Sagas beste Freundinnen und Klassenkameradinnen. Während Anne sanft, höflich und ruhig ist, ist Norma ein quirliger Querkopf, die sich sehr für die neuesten – und ausgefallensten – Modetrends interessiert.

- Greta ist eine Klassenkameradin von Saga und zugleich ihre – selbsternannte – Erzrivalin. Sie selbst stammt aus wohlhabendem Hause, besitzt aber längst nicht Sagas Beliebtheit und versucht sie daher (in der Regel vergeblich) bei allen möglichen Gelegenheiten auszustechen. Trotz aller Rivalität allerdings ist sie im Grunde kein schlechter Mensch und wird am Ende der Serie eine wichtige Schlüsselfigur für das Gelingen von Sugars Ausbildung.

- Ginger ist eine junge, wunderschöne Regenfee, die es mit ihrer Violine regnen lässt. Sie ist in die Wolkenfee Turmeric verliebt, wird aber gleichzeitig vom Ältesten heftig umworben.

- Turmeric ist eine männliche Wolkenfee, der die Wolken mit seinem Cembalo nach Belieben beschwören und formen kann. Er ist bei den weiblichen Feen wegen seines guten Aussehens und seiner ruhigen Art sehr beliebt, doch sein ganzes Interesse gilt vornehmlich der Perfektionierung seiner Fähigkeiten.

- Der Älteste ist der oberste der Jahreszeitenfeen. Er ist in der Lage, mit seinem Zauberstab (vielmehr eher ein Dirigententaktstock) jedwedes Wetter herbeizubeschwören. Obwohl er eigentlich die Ausbildung der jungen Feen überwachen soll, nimmt er sich auch oft die Zeit, um das Herz der hübschen Ginger zu gewinnen.

- Vincent ist der junge Star der Hammond-Theatergruppe, welche besonders durch ihr Rührstück „Der Bärenpianist“ berühmt geworden ist. Vincent ist außerdem ein talentierter Pianospieler, der Sagas Mutter als Vorbild verehrt, doch seine Art, seine Meinung ohne großes Nachzudenken vorzutragen, stellt sein Verhältnis mit Saga zunächst unter keinen guten Stern. Zudem scheint Vincent auch die Jahreszeitenfeen wahrnehmen zu können, auch wenn er seltsamerweise nicht so intensiv auf sie reagiert wie Saga.

- Großmutter Regina ist eine gutmütige alte Dame und Sagas einzige Verwandte. Sie wird von Saga und Sugar wegen ihrer freundlichen und ruhigen Art und ihrer guten Küche sehr geschätzt.

- Phil, ein Klassenkamerad Sagas, ist ein begeisterter, wenn auch wenig erfolgreicher Juniorerfinder, der mit seinen Freunden und Assistenten Jan and Alan sich des Öfteren in ihre Werkstatt auf dem Schrottplatz schleicht, um dort alle möglichen verrückten Sachen zu basteln.

- Basil und Cinnamon sind eine männliche Donnerfee und eine männliche Eisfee, die mit respektive Trommel und Handbecken Blitze und Eis herbeibeschwören können. Beide sind jedoch ziemliche Unruhestifter, die ihre Kräfte mehr dazu benutzen, Streiche zu spielen und viel Spaß zu haben. Am Ende der Serie gelingt es ihnen trotz ihrer Haltung dennoch, ihr Kirameki zu finden und damit ihre Ausbildung abzuschließen.

- Fräulein Hannah, Sagas Klassenlehrerin, ist eine gefühlvolle junge Frau, die sich sehr um das Wohlergehen ihrer Schüler sorgt.

- Luchino ist der Betreiber des Cafés, in dem Saga arbeitet und das sie praktisch selbst leitet. Ein eher gemütlicher Zeitgenosse, der immer wieder gerne an einem Keks knabbert.

- Henry ist der Wächter eines Turms (eines beliebten Aussichtspunkts) an der Stadtmauer, der auch die Zugbrücke überwacht, die im Turm eingelassen ist. Wird von Saga, die ihm regelmäßig Kaffee vorbeibringt, als eine Art Versuchskaninchen für ihre Blendexperimente „missbraucht“.

- Paul ist ein junger Angestellter im Musikgeschäft, in dem das Klavier von Sagas Mutter steht. Wann immer Saga vorbeikommt und sein streng dreinblickender Chef nicht zugegen ist, lässt er sie im Geschäft das Klavier spielen.

- Joe ist ein diebischer Rabe, der gewöhnlich als Antagonist der Feen auftaucht, insbesondere wenn es um glitzernde Gegenstände geht, die er eifersüchtig hortet.

## Produktion und Veröffentlichung
Das Animationsstudio J.C.Staff produzierte die 24-teilige Anime-Serie von 2001 bis 2002 nach der Idee von Haruka Aoi. Regie führte Shinichiro Kimura, das Charakterdesign stammt von Keiko Kawashima, basierend auf den Entwürfen von Koge Donbo, und die künstlerische Leitung übernahm Shichiro Kobayashi. Die Serie wurde vom 3. Oktober 2001 bis zum 27. März 2002 nach Mitternacht (und damit am vorigen Fernsehtag) durch den japanischen Sender TBS ausgestrahlt, sowie vom 1. Dezember 2001 bis 11. Mai 2002 auf BS-i.
Am 21. und 28. August 2003 folgte der Serie ein zweiteiliges Special, Chitchana Yukitsukai Sugar Tokubetsuhen, ausgestrahlt durch BS-i. Die Geschichte des Specials spielt vier Jahre nachdem Sugar ihre Ausbildung beendet hat. Saga findet ein altes Kostüm, welches sie für eine Theaterdarbietung in ihrer Schule getragen hatte, wobei Sugar, Salt und Pepper auch Gefallen am Theaterspielen gefunden haben. Dabei wird auch eine Frage abgeklärt, die in der Serie zur Sprache gekommen, aber dort nie beantwortet worden ist.
Der Anime samt Special wurde von mehreren Fernsehsendern auf den Philippinen ausgestrahlt und erschien bei Geneon Entertainment  in Nordamerika. Die Serie wurde auch ins Koreanische übersetzt.

### Synchronisation
| Rolle        | japanischer Sprecher (Seiyū) |
| ------------ | ---------------------------- |
| Saga Bergman | Masumi Asano                 |
| Sugar        | Tomoko Kawakami              |
| Regina       | Chikako Akimoto              |
| Greta        | Chinami Nishimura            |
| Pepper       | Kaori Mizuhashi              |
| Salt         | Tomo Saeki                   |

### Musik
Die Musik der Serie wurde komponiert von Shinkichi Mitsumune. Der Vorspanntitel Sugar Baby Love stammt von Yoko Ishida und ist eine Coverversion des gleichnamigen Songs der Rubettes aus dem Jahr 1973/74. Als Abspannlieder verwendete man Snow Flower von Maria Yamamoto und für die letzte Folge Sugar Baby Love.

## Manga
Parallel zum Anime erschien in Japan ein Manga im Magazin Dragon Junior des Verlags Kadokawa Shoten, der vom Zeichenteam BH SNOW + CLINIC umgesetzt wurde. Von Dezember 2001 bis Dezember 2002 erschien der Manga auch in drei Sammelbänden. Die Handlung hält sich nah an die des Animes.
Auf Deutsch erschienen ab Frühjahr 2006 alle Bände bei Egmont Manga und Anime unter dem Titel Tiny Snow Fairy Sugar. Die Übersetzung stammt von Costa Caspary. Eine englische Übersetzung wurde von ADV Manga in den USA veröffentlicht.
Daneben erschien im Juni 2002 der Anthologiemanga, d. h. Kurzgeschichten von unterschiedlichen Zeichnern, Chitchana Yukitsukai Sugar: Sugar no Chitchana Hōsekibako (ちっちゃな雪使いシュガー シュガーのちっちゃな宝石箱).